# Santiago Challenger
El Santiago Challenger fue un torneo profesional de tenis. Pertenece al ATP Challenger Tour. Es realizado desde 2015 sobre pistas de polvo de ladrillo en el Club de Polo y Equitación San Cristóbal en la comuna de Vitacura en la ciudad de Santiago, Chile.

## Palmarés

### Individuales
| Año  | Campeón             | Finalista           | Resultado     |
| ---- | ------------------- | ------------------- | ------------- |
| 2017 | Nicolás Jarry       | Marcelo Arévalo     | 6–1, 7–5      |
| 2016 | Máximo González     | Rogério Dutra Silva | 6–2, 7–65     |
| 2015 | Rogério Dutra Silva | Horacio Zeballos    | 7–5, 3–6, 7–5 |

### Dobles
| Año  | Campeones                         | Finalistas                    | Resultado        |
| ---- | --------------------------------- | ----------------------------- | ---------------- |
| 2017 | Franco Agamenone Facundo Argüello | Máximo González Nicolás Jarry | 6–4, 3–6, [10–6] |
| 2016 | Julio Peralta Horacio Zeballos    | Sergio Galdós Máximo González | 6–3, 6–4         |
| 2015 | Guillermo Durán Máximo González   | Andrej Martin Hans Podlipnik  | 7–66, 7–5        |